# Windows Genuine Advantage
Windows Genuine Advantage (WGA) est un programme lancé par Microsoft (en 2009) qui conseille aux utilisateurs de Microsoft Windows de valider leur copie de plusieurs systèmes d'exploitation récents de Microsoft lors de l'accès à certains services Microsoft tel que Microsoft Update ou les téléchargements depuis le centre de téléchargement Microsoft,,,,,,.
L'insistance de ces notifications (à la manière d'un harceliciel) agaçaient les utilisateurs.
Durant la période de vie de Windows 7, Windows Genuine Advantage a été remplacé par Microsoft Product Activation.